# 提婆伐摩
提婆伐摩 (Devavarman或Devadharman)是孔雀王朝第七任君主（约前202-约前195年在位）。根据往世书，他继承了舍利输迦的王位，并统治了七年。其后，萨塔陀拉继承了王位。
| 前任： 舍利输迦 | 孔雀王朝君主 约前202-约前195年 | 繼任： 萨塔陀拉 |